# (32884) 1993 SO14
(32884) 1993 SO14 là một tiểu hành tinh vành đai chính. Nó được phát hiện bởi Henri Debehogne và Eric Walter Elst ở Đài thiên văn La Silla ở Chile ngày 16 tháng 9 năm 1993.